# Рене Тома
Рене Тома (фр. René Thomas) је бивши француски стрелац који се такмичио крајем 19. и почетком 20. века.
На Олимпијским играма 1900. у Паризу Тома је учествовао у свим дисциплинама гађања великокалибарском пушком слободног избора на раздаљини од 300 метара:стојећи, клечећи, лежећи став, тростав појединачно и екипно. У гађању из стојећег става био је 24. (254), клечећег 27. (259), лежећег 19. (295), тростава појединачно 26. (808) а у троставу екипно са екипом Француске освојио је бронзану медаљу. У екипи су поред њега били: Ашил Парош, Огист Кавадини, Леон Моро и Морис Лекок.
Такмичење и резултати са Олимпијских игара 1900. рачунали су се и за Светско првенство у стрељаштву за 1900. годину, тако да му је медаља са олимпијских игара била и бронзана медаља са Светског првенства у стрељаштву 1900. године.